# Дракула и вампиры
«Дракула и вампиры» (фр. Sang pour sang, le réveil des vampires; англ. Vampires: The World of the Undead) — иллюстрированная монография 1993 года, посвящённая истории культуры вампиров, фольклору и литературе о них. Она была написана Жаном Мариньи, французским профессором английской литературы и специалистом по мифам о вампирах, и опубликована в карманном формате издательством Éditions Gallimard в качестве 161-го тома своей коллекции Découvertes (известной как Abrams Discoveries в США, New Horizons в Великобритании и «Открытие» в России).

## Предыстория
Поводом для появления книги стал успех фильма Фрэнсиса Копполы «Дракула», вышедшего в 1992 году. Тема вампиров стала популярной в СМИ, и Gallimard для своей коллекции «Découvertes» искало автора, который сможет написать книгу о вампирах. Выбор пал на Жана Мариньи, автора диссертации о вампирах в англо-саксонской литературе. После нескольких недель напряжённой работы, связанной со стремлением совместить выпуск книги с выходом фильма во Франции (в 1993 году), «Дракула и вампиры» была готова. Она имела скорый успех, будучи проданной тиражом 130 000 экземпляров и несколько раз переиздававшись. Книга была переведена на английский, японский, русский, словенский, испанский, корейский, упрощённый и традиционный китайский языки. В 2010 году, в связи с успехом сериала «Сумерки» вышло исправленное и дополненное её издание.

## Содержание
Книга является частью серии Arts (ранее относилась к серии Peinture) коллекции Découvertes Gallimard. Она создана в соответствии с традицией коллекции Découverte, основанной на обильной изобразительной документации и объединении визуальных документов и текстов, а также печати на мелованной бумаге. Французский журнал L’Express характеризует книги серии как «подлинные монографии, изданные как книги по искусству» или «графический роман».
В своей книге Мариньи прослеживает историю и эволюцию образа вампиров в легендах и литературе: от эпохи античности до освещённых газовым светом улиц Лондона. Автор находит истоки этих преданий в древнегреческой мифологии, в частности, в смешении с нежитью, в страхах, связанных с эпидемиями чумы в период Средневековья. В XV веке католическая Церковь официально признаёт существование живых мертвецов. Золотой же век легенд о вампирах приходится на эпоху Просвещения, когда распространение таких верований стремились запретить. Затем, в викторианскую эпоху, вампир становится неотъемлемым персонажем театров и ночной жизни. Отнюдь не «Дракула» Брэма Стокера, а повесть «Вампир» Джона Полидори стала первым в истории художественной литературы произведением, описывающим современный образ вампира. Мариньи рассказывает в книге, что Стокер вдохновлялся «Кармиллой» Шеридана Ле Фаню при написании своего собственного романа. В работе также рассматриваются, среди прочего, культ крови, образы Влада Цепеша и графини Батори, суеверия, реакция церкви на вампиризм, вампиры в кино и резонансное дело о вампиризме на лондонском кладбище Хайгейт в 1970-х годах.
Основной текст книги разделён на четыре главы:
- Глава I: «Любовь к крови»;
- Глава II: «Освящённый вампир»;
- Глава III: «Золотой век вампиризма»;
- Глава IV: «Пробуждение вампира».

Вторая часть книги, раздел «Документы», содержит сборник отрывков из документов, разделённых на семь частей:
- О тиране по имени Дракула;
- Вампиризм сквозь века;
- Рациональный ответ;
- Вампир в поэзии;
- Вампир в прозе;
- Ночь в замке графа Дракулы;
- Вампир в кино.

Книгу завершают фильмография, библиография, список иллюстраций и указатель.

## Отзывы
На ресурсе Babelio книга получила среднею оценку в 3,85 из 5 балов на основе 31 отзыва, на Goodreads — 3,47 из 5 в США на основе 43 оценок и 3,96 из 5 в Великобритании на основе 50 рецензий, то есть «в целом положительное мнение». На французском сайте SensCritique «Дракула и вампиры» удостоилась 7,9 из 10 баллов на основе 12 оценок.
Во французской ежедневной газете Le Monde отмечались красивые иллюстрации книги, хорошая информативность и «задорность» текста, делающую его путеводителем в страну кровопийц.
В обзоре на ресурсе Vampirisme работа Жана Мариньи была оценена как образец в своём жанре. Была отмечена хорошая подборка документов и иллюстраций, особое внимание автор рецензии обратил на интереснейшие приложения, такие как анекдоты о Дракуле, ретрансляция некоторых самых известных сообщений, якобы подтверждавших существование вампиров, отрывки из романов и стихов и даже молитвы охотников на вампиров. Подводя итог, он рекомендовал эту книгу всем тем, кто хочет углубиться в предмет и узнать больше о вампирологии.
Матье Бюж дал положительный отзыв книге в своей статье для онлайн-журнала Le Salon Littéraire, отметив лёгкость, с которой Жан Мариньи при помощи обильных иллюстраций и документов объясняет происхождение образа графа Дракулы. Автор в своей рецензии констатирует высокую популярность и узнаваемость образа вампира на протяжении двух предыдущих столетий, из-за чего казалось бы потенциальный читатель должен знать всё главное о нём. Но благодаря большому количеству документов, относящихся к разным периодам, Жан Мариньи, по мнению Бюжа, заново открывает многие увлекательные подробности создания легенды о Дракуле, её источниках.